# Bo Reinholdsson
Bo Kjell Ingvar Reinholdsson, född 21 juni 1944 i Växjö församling i Kronobergs län, är en svensk militär.

## Biografi
Reinholdsson blev furir 1964 och tjänstgjorde som sambandsbefäl vid Norrbottens flygflottilj 1964–1970, varpå han var stabsbefäl vid Kalmar flygflottilj 1970–1972 och befordrades till löjtnant 1972. Han gick Krigsflygskolan 1972–1974 och avlade officersexamen 1974, då han också utnämndes till kapten. Han var stabsbefäl vid Västmanlands flygflottilj 1974–1978 samt gick Allmänna kursen vid Militärhögskolan 1976 och Stabskursen där 1978–1980. Därefter var han planeringsofficer vid Flygstaben 1980–1984, befordrad till major 1981, och sektionschef vid Upplands flygflottilj 1984–1985. År 1985 befordrades han till överstelöjtnant, varefter han tjänstgjorde i Planeringsavdelningen vid Försvarsstaben 1985–1987 och var chef för Planeringsavdelningen i Flygstaben 1987–1990, utnämnd till överstelöjtnant med särskild tjänsteställning 1988.
År 1990 befordrades han till överste, varpå han 1990–1993 var militärsakkunnig i Försvarsdepartementet (som JAS-expert och ledamot av Flygmaterielberedningen). Han gick Huvudkursen vid Försvarshögskolan 1992–1993. År 1993 befordrades han till överste av första graden, varefter han var chef för Programledningen vid Flygstaben 1993–1994 och chef för Programavdelningen i Flygvapenledningen i Högkvarteret 1994–1995. Han studerade vid Royal College of Defence Studies i London 1995–1996, varefter han var chef för Operationsledningen vid staben i Mellersta militärområdet 1996–1997. Åren 1997–2001 tjänstgjorde han vid Försvarshögskolan: som chef för Operativa institutionen 1997–1998 och som chef för Institutet för högre totalförsvarsutbildning 1998–2001.